# Мазалов, Вячеслав Николаевич
Вячесла́в Никола́евич Маза́лов (24 июля 1955 — 7 февраля 2013) — советский футболист, защитник.

## Биография
Воспитанник группы подготовки «Химик» из Новомосковска Тульской области. Первый тренер — В. П. Клеймёнов. В 1973—1977 играл во второй лиге за новомосковский «Химик». В 1977 году вместе с Геннадием Матвеевым переходит в куйбышевские «Крылья Советов». В том же году дебютировал в Высшей лиге чемпионата СССР. На высшем уровне провёл 20 встреч и забил один гол. В 1979 году перешёл в тольяттинское «Торпедо». С 1980 четыре сезона играл во Второй лиге за ТОЗ из Тулы.

## Личная жизнь
Младший брат — Александр Мазалов (род. 1959), футболист и тренер. Братья вместе выступали за новомосковский «Химик» и тульский ТОЗ.

## Достижения
- Победитель Первой лиги СССР: 1978